# Proasellus notenboomi
Proasellus notenboomi är en kräftdjursart som beskrevs av Henry och Guy Magniez 1981. Proasellus notenboomi ingår i släktet Proasellus och familjen sötvattensgråsuggor. Inga underarter finns listade i Catalogue of Life.